# 愛爾蘭現代藝術博物館

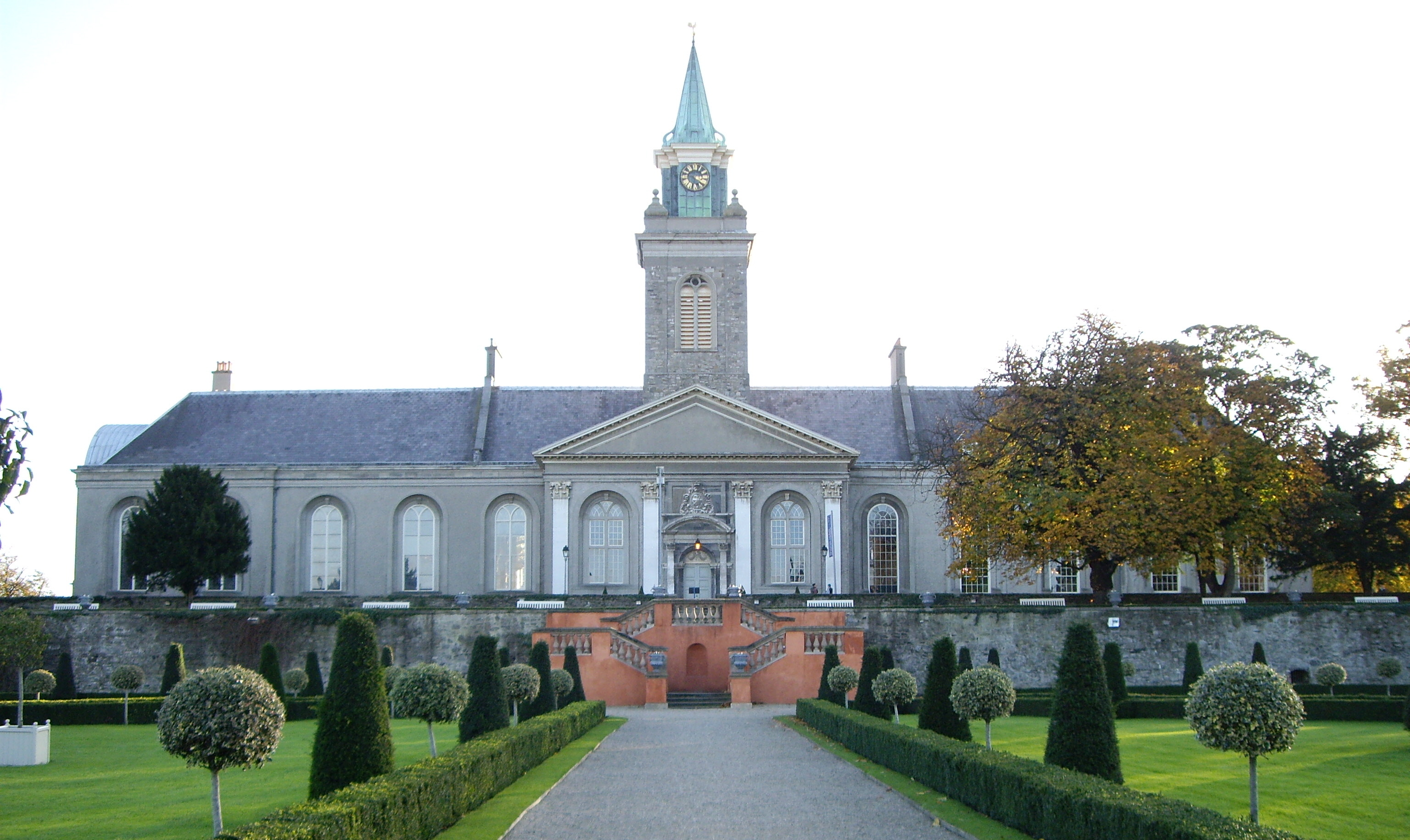
愛爾蘭現代藝術博物館

愛爾蘭現代藝術博物館（英語：Irish Museum of Modern Art，簡稱IMMA）是愛爾蘭共和國領先的現代藝術的美術館，位於愛爾蘭首都都柏林。美術館不斷變化其展出的展品。美術館成立於1990年，在1991年5月25日正式公開。美術館所在的建築在17世紀時曾是一座醫院。

## 外部連結
- 愛爾蘭現代藝術博物館 （页面存档备份，存于）